# Sechium edule
Sechium edule är en gurkväxtart som först beskrevs av Nikolaus Joseph von Jacquin, och fick sitt nu gällande namn av Olof Swartz. Sechium edule ingår i släktet Sechium och familjen gurkväxter.. Svenska namn inkluderar "pärongurka", "grönsakspäron" och "Mexikogurka".

## Underarter
Arten delas in i följande underarter:
- S. e. edule
- S. e. sylvestre

## Bildgalleri

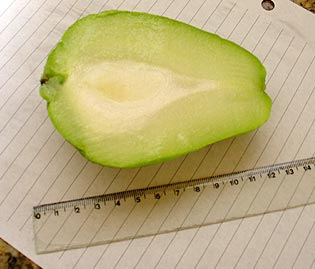
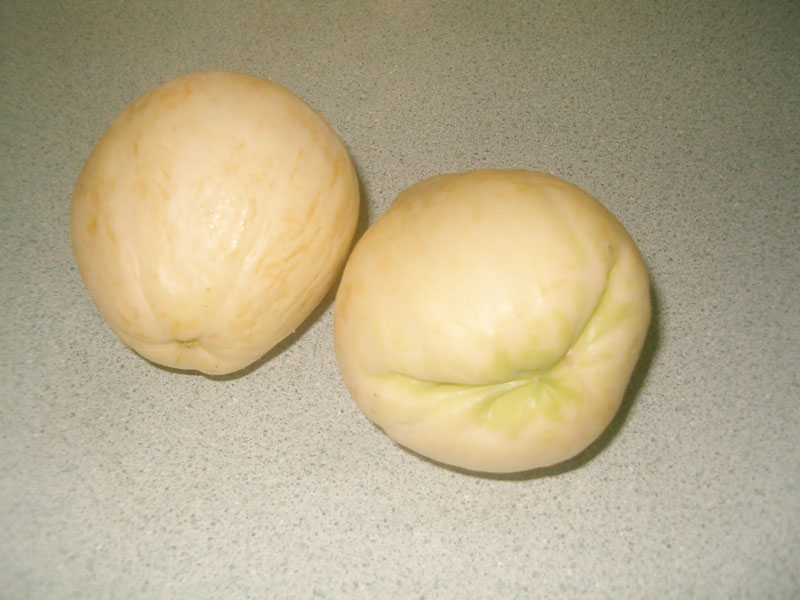
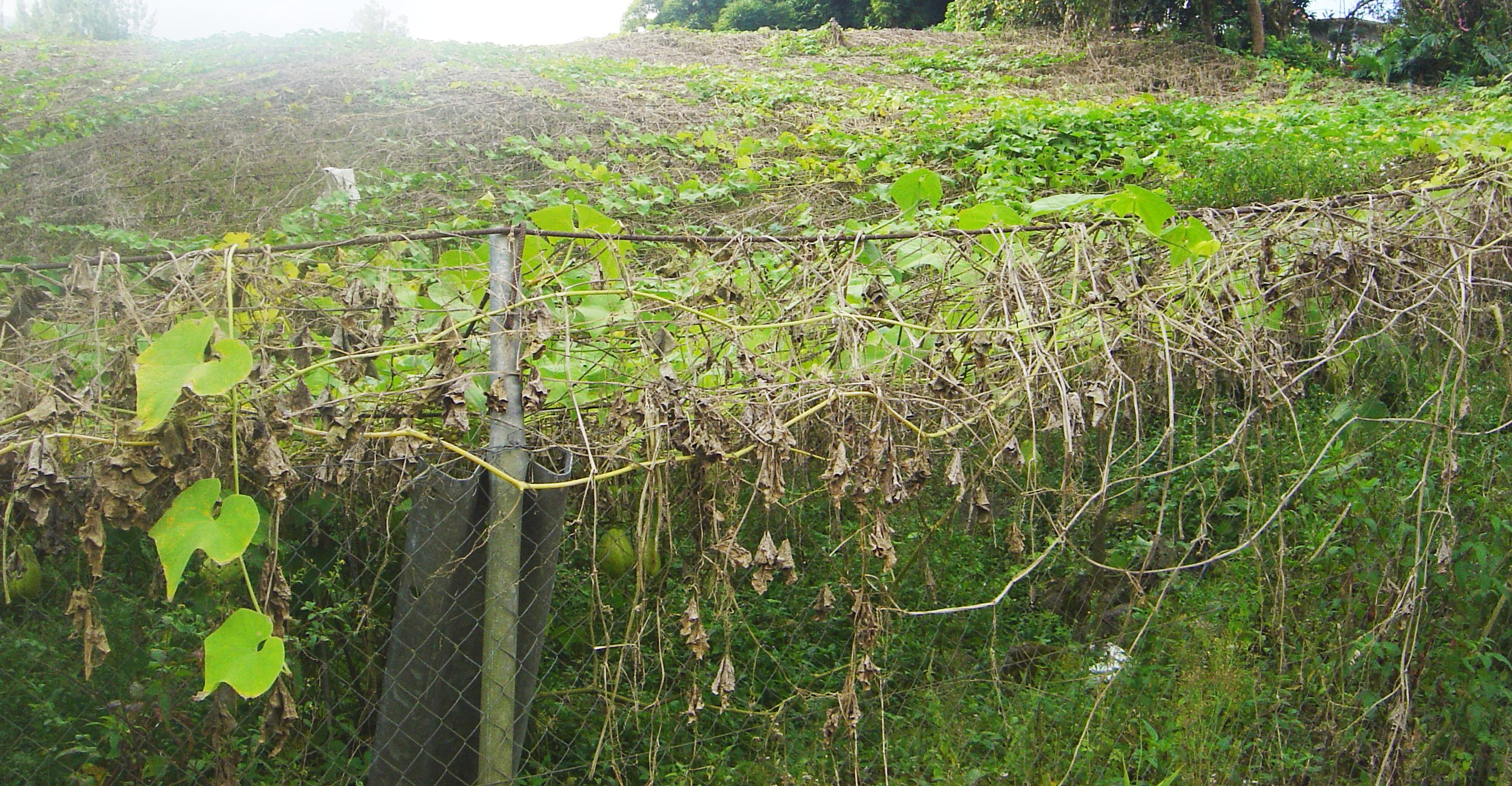
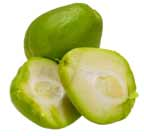
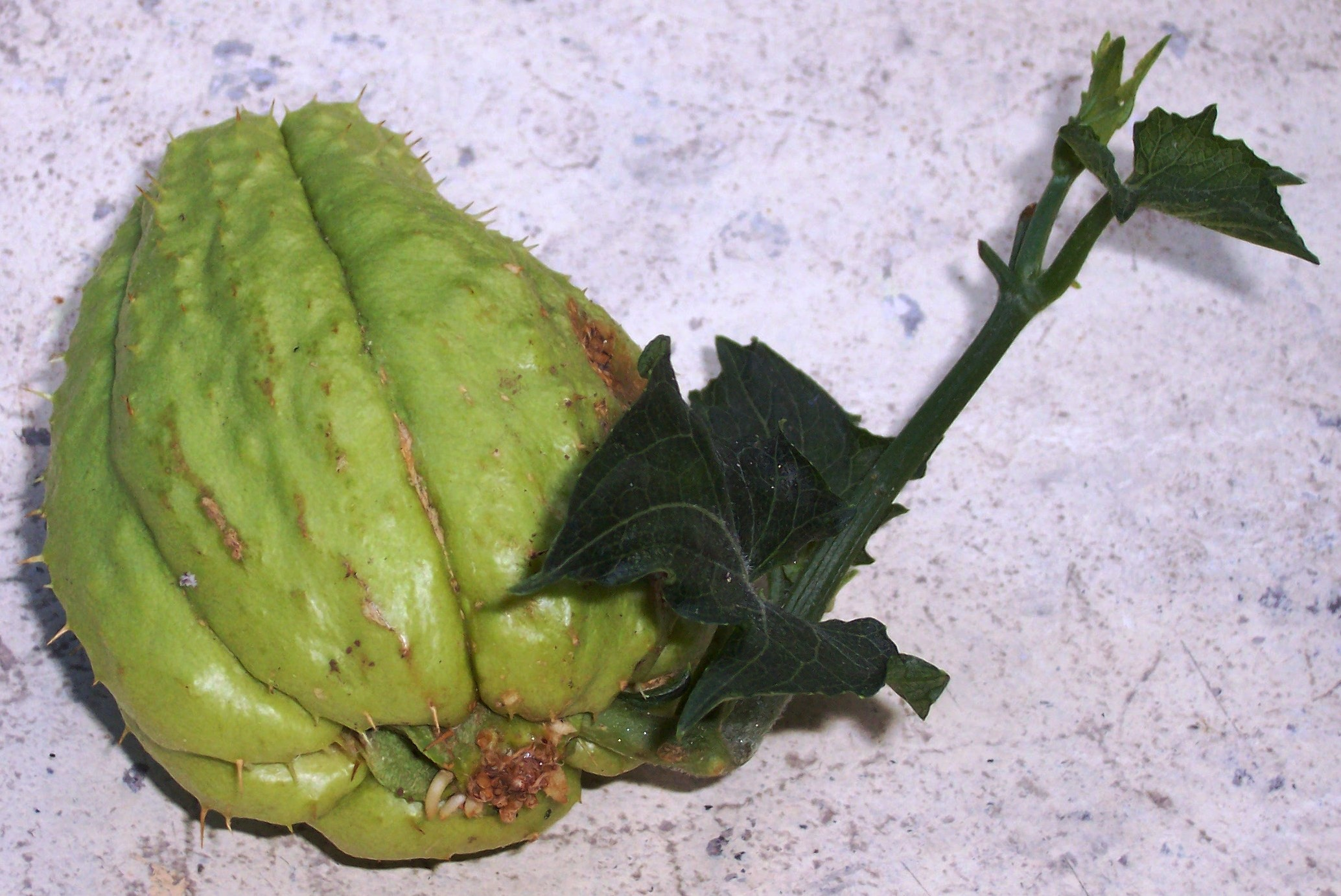
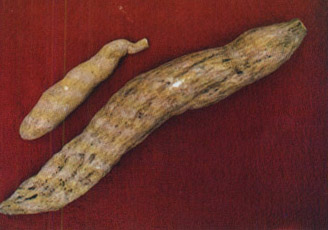